# Ин, Руди
Жу́ди Ин (англ. Rudi Ying; род. 16 августа 1998, Пекин) — китайский хоккеист. Нападающий.

## Биография
Жуди Ин родился в столице Китайской Народной Республики Пекине в 1998 году. Прадед — основатель университета Фужэнь Лианчжи Ин, дед — актёр и заместитель министра культуры Китая Цянли Ин, отец — актёр Жоучэнг Ин. В раннем детстве заинтересовался хоккеем. Играл за пекинские клубы в китайских молодёжных лигах. Когда Жуди исполнилось 9, родители приняли решение переехать в США, чтобы сын мог заниматься хоккеем.
Выступал за детский клуб Чикаго. В сезоне 2012/13 состоялся дебют Жуди на юниорском уровне. Ин присоединился к клубу «Бостон Юниор Брюинз». За клуб провёл 19 матчей, забросил 4 шайбы и отдал 5 голевых передач, а также провёл 4 матча в плей-офф турнира.
В 2013 году вернулся в Китай, где отыграл 2 сезона в китайской хоккейной лиге за клуб «Пекин». Был вызван в юниорскую сборную Китая, выступающую во втором дивизионе юниорского чемпионата мира по хоккею с шайбой. В составе команды сыграл 5 матчей, забил 5 голов и отдал 2 голевые передачи. Заработал 12 штрафных минут. Сборная Китая на турнире заняла предпоследнее, 5-е место.
Сезон 2014/15 начинал в «Пекине», но по ходу сезона вернулся в Северную Америку. Провёл 8 матчей за молодёжный клуб «Коннектикут Найтхокс», а затем до конца сезона играл в студенческой лиге за команду Академии Филлипса в Эксетере. Также снова выступил за Китай на юниорском первенстве планеты. В 5 играх забросил 6 шайб и отдал 1 голевой пас. Был признан лучшим игроком сборной Китая на турнире.
В сезоне 2015/16 выступал сначала за американский клуб «Уэлли Юниор Варриорз», затем за канадский «Торонто Пэтриотс». В очередной раз сыграл во втором дивизионе юниорского чемпионата мира, но в первый раз в роли капитана команды. Провёл 4 матча, набрал 3 очка (2 гола плюс 1 пас).
17 августа 2016 года Жуди Ин подписал контракт с первым профессиональным клубом в своей карьере — с новичком КХЛ «Кунь Лунь Ред Стар». 18 сентября провёл первый матч в карьере в Континентальной лиге против тольяттинской «Лады».